# Преддверно-улитковый нерв
Преддверно-улитковый нерв (лат. nervus vestibulocochlearis) — (VIII пара черепных нервов) нерв специальной чувствительности, отвечающий за передачу слуховых импульсов, а также импульсов, исходящих из вестибулярного отдела внутреннего уха.

## Анатомия
Преддверно-улитковый нерв — нерв специальной чувствительности, состоящий из двух разных по функции корешков: вестибулярного корешка (лат. radix vestibularis), несущего импульсы от статического аппарата, представленного полукружными протоками вестибулярного лабиринта, и улиткового корешка (лат. radix cochlearis), проводящего слуховые импульсы от спирального органа улиткового лабиринта.
На нижней поверхности мозга он показывается ниже лицевого нерва (лат. n.facialis), кнаружи от оливы продолговатого мозга.
Периферические волокна (дендриты) улиткового корешка берут начало от ганглия улитки (лат. ganglion cochleare) и заканчиваются в спиральном органе, являющемся воспринимающим прибором слухового пути.
Центральные отростки (аксоны) клеток ганглия улитки образуют улитковый корешок, который выходит из пирамиды височной кости через внутреннее слуховое отверстие и входит в вещество мозга. Заканчивается в заднем и переднем улитковых ядрах.
Вестибулярный корешок начинается от вестибулярного ганглия (лат. ganglion vestibulare), залегающего в расщелине внутреннего слухового прохода. Вестибулярный ганглий подразделяют на две части: верхнюю и нижнюю.
Периферические отростки (дендриты) клеток вестибулярного ганглия подходят к рецепторным клеткам сферического мешочка, эллиптического мешочка и полукружным протокам. Центральные отростки (аксоны) входят в состав вестибулярного корешка, подходят к вестибулярным ядрам вестибулярного поля ромбовидной ямки (лат. fossa rhomboidea).

## Функция

### Слуховая система
Слуховая система состоит из наружного, среднего и внутреннего уха. Здесь обсуждается только внутреннее ухо, состоящее из улитки (лат. cochlea), содержащей кортиев орган (спиральный орган, лат. organum spirale), и слухового нерва. Поступающие из наружного уха звуковые волны в кортиевом органе трансформируются в нервные импульсы. Кроме воздушной проводимости, имеется ещё и костная проводимость (передача звуковых колебаний через кости черепа). Из кортиева узла идут постганглионарные волокна спирального ганглия, которые направляются в этот узел и переключаются в нём, образуя слуховой нерв. Слуховой нерв, в свою очередь, присоединяется к вестибулярному на своём пути через внутреннее слуховое отверстие височной кости. В области мостомозжечкового угла оба нерва вступают в ствол мозга непосредственно позади нижней мозжечковой ножки (лат. pedunculus cerebellaris inferior). В стволе мозга находятся вторые нейроны слухового нерва, представленные передним и задним улитковыми ядрами (лат. nuclei cochleares ventralis et dorsalis), которые занимают наиболее латеральное положение вестибулярного поля ромбовидной ямки.
Аксоны, берущие начало от переднего улиткового ядра, большей частью переходят на противоположную сторону в виде «трапециевидных» волокон и участвуют в формировании трапециевидного тела, находящегося на границе между основанием и покрышкой варолиева моста. Аксоны, берущее начало из заднего улиткового ядра, идут дорсально от нижней мозжечковой ножки на противоположную сторону, частично в составе мозговых полосок четвёртого желудочка (лат. striae medullares ventriculi quarti), частично в составе ретикулярной формации.
Перекрещенные волокна передают импульсы в ядро трапециевидного тела, верхнее ядро оливы, ядру латеральной петли или ретикулярную формацию. Волокна, не подвергшиеся перекресту, в основном заканчиваются в верхних оливах той же стороны. Таким образом, в верхних оливах и ядрах трапециевидного тела располагаются тела третьих нейронов слуховых путей. Их аксоны формируют латеральную или слуховую петлю, состоящую из перекрещенных и неперекрещенных слуховых путей, которая поднимается вверх и достигает подкорковых слуховых центров — медиальных коленчатых тел и нижних бугорков четверохолмия.
Из клеток подкорковых слуховых центров берут начало последние слуховые аксоны, которые проходят через заднюю ножку внутренней капсулы и лучистому венцу (лат. corona radiata), заканчиваясь в височной доле коры головного мозга (задний отдел верхней височной извилины и поперечные извилины Гешля, находящиеся в глубине сильвиевой борозды).
Первичное корковое поле окружено вторичными проекционными полями, в которых происходит анализ, идентификация и сравнение слуховых стимулов. Они также интерпретируются и узнаются в качестве шумов, тонов, мелодий, гласных и согласных звуков, слов и предложений, иными словами, символов речи. В случае поражения указанных корковых областей в доминантном полушарии утрачивается способность узнавать звуки и понимать речь (сенсорная афазия).
На пути от кортиева органа до коры волокна слухового пути совершают 4-6 переключений (в ядре верхней оливы, нейронах ретикулярной формации, ядре латеральной петли, нижних холмах четверохолмия, медиальных коленчатых телах). В этих точках они отдают коллатерали, являющиеся частью рефлекторных дуг. Некоторые коллатерали связаны с мозжечком. Другие проходят по медиальному продольному пучку к ядрам, которые иннервируют мышцы глаз, и участвуют в организации содружественного поворота глаз в направлении звука (см. движение глаз). Часть волокон идёт через нижние и верхние холмики крыши среднего мозга к претектальному ядру и от него в составе тектобульбарного пути к ядрам различных черепных нервов, в том числе — к ядру лицевого нерва (для подстройки тонуса стременной мышцы (лат. m.stapedius)), а также к двигательным клеткам передних рогов шейного отдела спинного мозга. Последняя связь обеспечивает поворот головы в сторону источника звука или от него. Коллатерали, посылающие импульсы в восходящую активирующую систему ретикулярной формации, способствуют организации процесса пробуждения. Некоторые импульсы спускаются в составе латеральной петли к вставочным нейронам, оказывающим регулирующее, предположительно, частично ингибирующее влияние на тонус базальной мембраны. Считают, что эти нейроны обеспечивают способность уха сосредотачиваться на определённых частотах звука путём одновременного подавления соседних частот.

### Система равновесия
Рецепторы вестибулярного анализатора располагаются в полукружных каналах и в отолитовом аппарате внутреннего уха. Отсюда импульсы следуют по дендритам первых нейронов вестибулярных путей к вестибулярному ганглию Скарпа (лат. ganglion vestibulare), лежащему во внутреннем слуховом проходе. В нём располагаются тела первых чувствительных нейронов. Отсюда импульсы следуют по аксонам тех же клеток, проходящих в составе общего ствола VIII нерва. Входя в вещество мозга центральные отростки ганглия Скарпе следуют к вестибулярным ядрам, которые располагаются в проекции вестибулярного поля ромбовидной ямки на границе с мостом и продолговатым мозгом.
Комплекс вестибулярных ядер включает:
1. Верхнее вестибулярное ядро (ядро Бехтерева);
2. Латеральное вестибулярное ядро (ядро Дейтерса);
3. Медиальное вестибулярное ядро (ядро Швальбе);
4. Нижнее вестибулярное ядро (ядро Роллера)[3].

Волокна вестибулярного нерва разделяются перед тем, как подойти к определённым клеточным группам вестибулярных ядер, где начинаются вторые нейроны. Некоторые его волокна передают импульсы непосредственно, без переключений в мозжечок, причём в его самую старую онтогенетическую часть — archicerebellum. Эфферентные импульсы от nucleus fastigii (archicerebellum) возвращаются к вестибулярным ядрам и затем по вестибулярному нерву к волосковым клеткам лабиринта, оказывая регулирующее, преимущественно ингибирующее влияние.
Archicerebellum получает также и вторичные волокна от вестибулярных ядер. Он посылает эфферентные импульсы обратно в комплекс вестибулярных ядер, а также в спинной мозг к двигательным нейронам по мозжечково-ретикулярным и ретикуло-спинномозговым связям. В латеральном вестибулярном ядре (ядре Дейтерса) начинается важный латеральный вестибулоспинальный путь. Он спускается ипсилатерально в переднем канатике к γ- и α-мотонейронам спинного мозга, достигая крестцовых сегментов. Этот путь оказывает облегчающее влияние на экстензорные рефлексы и поддерживает мышечный тонус достаточно высоким для поддержания равновесия.
Волокна от медиального вестибулярного ядра (ядра Швальбе) присоединяются с каждой стороны к медиальному продольному пучку, связываются с двигательными клетками передних рогов шейных сегментов спинного мозга и спускаются в виде медиального вестибулоспинального пути к ростральной (верхней) части грудного отдела спинного мозга. Эти волокна располагаются вблизи передней срединной борозды шейного отдела спинного мозга. Они образуют fasciculus sulcomarginalis, который спускается вниз и оканчивается в ростральной части грудного отдела спинного мозга. Эти волокна влияют на тонус мышц шеи в соответствии с различными положениями головы. Возможно также, что они принимают участие в рефлекторных дугах, способствующих поддержанию равновесия путём осуществления начальных компенсаторных движений руками.
Все вестибулярные ядра связаны с ядрами глазодвигательных нервов посредством медиального продольного пучка. Благодаря вестибуло-окуломоторным связям достигается содружественность движений глазных яблок и фиксации взора при изменении положения головы. Нарушение проводимости импульса по ним ведёт к возникновению вестибулярного нистагма. Показано, что некоторые волокна контактируют с интерстициальным ядром Кахаля и ядром Даршкевича и продолжаются до зрительного бугра.
Часть аксонов вестибулярных ядер входят в контакт с образованиями вегетативной нервной системы и, в частности с задним ядром блуждающего нерва и с ядрами гипоталамической области. Наличие этих связей объясняет появление при патологии вестибулярного анализатора выраженных вегетативных реакций в виде тошноты, рвоты, побледнения или покраснения кожных покровов, потливости, усиления перистальтики кишечника, снижения кровяного давления, брадикардии, гипергликемии и т. д.

## Клиника поражения

### Слуховая система
Клинически выделяют 2 основных формы снижения слуха: глухота среднего уха, или кондуктивная тугоухость (связанная с нарушением звукопроведения) и глухота внутреннего уха, или нейросенсорная тугоухость.
Кондуктивная тугоухость вызывается патологическими процессами в наружном слуховом проходе или, что бывает чаще, в среднем ухе. При этом во внутреннее ухо и, следовательно, в кортиев орган не проводятся никакие звуковые волны либо проводятся только некоторые из них. Причинами кондуктивной тугоухости могут быть средний отит, отосклероз, опухоли.
При раздражении патологическим процессом периферических отделов слухового анализатора обычно возникает шум в ухе на стороне раздражения. Среди причин, обусловливающих шум в ухе, может быть воспалительный процесс, а также раздражение волокон кохлеарной порции VIII нерва опухолью, растущей из его шванновской оболочки  — невриномой VIII нерва. Поражение улитки или ствола VIII нерва, а также его ядер в Варолиевом мосту может привести к снижению слуха или глухоте на стороне патологического очага.
Если патологический процесс локализуется в области мостомозжечкового угла, то наблюдаются не только снижение слуха на стороне поражения, но и нарушении функции вестибулярного, тройничного и лицевого нервов. Кроме этого, рост невриномы слухового нерва в сторону ствола мозга и мозжечка может сопровождаться развитием альтернирующего синдрома и присоединением мозжечковых симптомов на стороне поражения.
При локализации процесса на уровне пластинки покрышки наблюдается снижение слуха в обоих ушах с быстрым прогрессированием и развитием полной глухоты.
В связи с тем, что в латеральной петле идут как перекрещенные, так и неперекрещенные волокна, прерывание одной латеральной (слуховой) петли не вызывает односторонней глухоты. Скорее наблюдается небольшое снижение слуха с противоположной стороны (гипоакузия) и некоторое нарушение узнавания направления звука.
Если поражены слуховые пути на уровне таламуса, у больных изменяется ощущение тональности, звуки отдаляются или приближаются. Характерными являются акустические расстройства в виде гиперпатии. Все звуки воспринимаются как очень громкие. Шум и сильные звуки вызывают болевые ощущения.
Корковые очаги в области левой (доминантного полушария) височной доли обуславливают слуховые галлюцинации. Может возникать слуховая агнозия. Если поражена правая височная доля, наблюдается слуховая гиперпатия, как и при поражении таламуса. Если патологический очаг раздражает корковый конец слухового анализатора, возникают слуховые галлюцинации, которые в таких случаях могут быть предвестником общего судорожного эпилептического припадка. Тогда говорят о наличии у больного припадков эпилепсии со слуховой аурой.

### Система равновесия
Нистагм — непроизвольные колебательные движения глаз. Так как вестибулярный нерв влияет на положение глазных яблок таким образом, что обеспечивается зрительная ориентация в пространстве при любых положениях головы. Таким образом при каких-либо поражениях вестибулярной системы нарушается положение глазных яблок и возникает явление нистагма. О поражении вестибулярной системы свидетельствует наличие в нистагме, как быстрого так и медленного компонента. Медленный компонент является действительным сигналом поражения, в то время как быстрый компонент обусловлен лишь толчкообразным, рефлекторным возвращением глаз в исходное положение. Принято обозначать направление нистагма в соответствии с его быстрым компонентом.
Топическая диагностика поражения разных уровней вестибулярного анализатора
1. Поражение рецепторов вестибулярного анализатора в лабиринте и внутреннем ухе характеризуется системной обморочностью, горизонтальным нистагмом и снижением слуха
2. Если поражён преддверный нерв, возникает системная обморочность вращающегося характера, направленная в сторону быстрого компонента нистагма. Обморочность возникает и зависит от изменения положения головы. Есть нистагм горизонтально-ротаторный, мелко- и среднеразмашистый. В позе Ромберга больной падает в сторону поражения (в сторону медленного компонента нистагма). Часто одновременно с поражением преддверного нерва отмечается поражение улиткового нерва тоже.
3. Вестибулярные расстройства при наличии очагов в стволе мозга зависят от уровня поражения. Если поражено ядро Роллера (нижнее вестибулярное ядро), наблюдается ротаторный нистагм в сторону очага. При поражении ядер Швальбе и Дейтерса, наблюдается горизонтальный нистагм в одну или две стороны. Выраженность нистагма изменяется в зависимости от положения головы. Если поражено ядро Бехтерева наблюдается вертикальный нистагм. Одновременно при наличии поражения ядер ствола появляются вестибулярная атаксия и латеропульсия (отклонение во время движения в сторону).
4. Очаг поражения в зоне пластинки покрышки характеризуется конвергирующим нистагмом. Быстрый компонент нистагма обоих глаз направлен к середине. Выражены глазодвигательные расстройства.
5. При наличии поражения корковых зон (лобно-височная, теменная области) вестибулярные нарушения проявляются ощущением нестойкости, падения, колебания пола и т. д.

Периферическое поражение (лабиринтов или вестибулярных нервов) может быть вызвано следующими причинами: лабиринтит, синдром Меньера, перилимфатическая фистула, травма лабиринта (перелом пирамиды височной кости), лабиринтная апоплексия, вертебробазилярная недостаточность, токсическое поражение лабиринта стрептомицином или другими лекарствами, невринома во внутреннем слуховом проходе. Также была установлена связь между возникновением Меньеровских атак и тесным прилеганием сосуда к проксимальной немиелинизированной части корешка преддверно-улиткового нерва нерва. Оперативное перемещение сосуда приводило к исчезновению приступа болезни.
Центральное поражение может быть вызвано циркуляторными нарушениями (размягчением, кровотечением) в вертебробазилярном бассейне, рассеянным склерозом, сифилисом, опухолью или другими заболеваниями.

## Методика исследования

### Слуховая система
Проверяя слух, следует иметь в виду, что при нормальном слухе человек слышит шепотную речь на расстоянии 5-6 м.
Выпадение функции улиткового нерва, само собой понятно, вызывает тугоухость (гипоакузию) или глухоту. Но так как эти расстройства могут наступить также и при поражениях аппарата, передающего звук, то есть среднего и наружного уха (область отоларинголога), то задачей невролога является в первую очередь определение расположения патологического процесса.
Двумя главными признаками нервной тугоухости являются понижение или отсутствие слуховой проводимости костей черепа и частичные выпадения в восприятии ряда тонов. Следует отметить, что при поражении среднего и наружного уха увеличивается время костной слуховой проводимости, что можно объяснить снижением порога чувствительности клеток кортиева органа в который не проходят звуковые колебания из среднего уха.
Для определения костной слуховой проводимости используют следующие тесты: тест Швабаха, Вебера и Ринне.

#### Тест Швабаха
Камертон помещается на сосцевидный отросток. При патологии внутреннего уха и n.vestibularis время костной проводимости уменьшено или равно 0. При поражении среднего уха время костной проводимости увеличивается.

#### Тест Ринне
Тест предоставляет информацию о том, проводится ли звук лучше через кость или через воздух. Вибрирующий камертон ставят на сосцевидный отросток. Когда больной перестаёт его слышать, камертон помещают перед ухом исследуемого, чтобы определить, слышен ли тон камертона в этом положении. Камертон слышен, если ухо пациента здорово — позитивная проба Ринне. Если же имеется патология среднего уха, то больной слышит тон камертона через кость дольше чем через воздух — негативная проба Ринне.

#### Тест Вебера
Вибрирующий камертон помещают на середину темени больного. Если снижение слуха обусловлено нарушением проведения звука, больной будет слышать камертон лучше на поражённой стороне. При поражении внутреннего уха камертон лучше слышен на здоровой стороне.

#### Аудиометрия
В случае исследования с применением аудиометров потеря слуха в области низких частот указывает на патологию среднего уха, а потеря слуха в области высоких частот предполагает невральный генез тугоухости.

#### Оценка симптомов поражения
Заболевания среднего и наружного уха относятся к сфере отоларингологии. Объективные и субъективные симптомы поражения улиткового нерва и его путей должны оцениваться неврологом.
Симптомы поражения n.cochlearis могут быть вызваны невриномой слухового нерва. В этих случаях раздражение улитковых волокон в начальных стадиях ведут к появлению ушного шума в качестве первого симптома. Поражение прогрессирует очень медленно, так что нарастающее снижение слуха и нарушение определения направления звука часто ускользают от внимания больного. Обычно больные с невриномами VIII нерва обращаются к врачу, когда опухоль вырастет настолько, что начнёт повреждать соседние структуры (вестибулярный нерв, мозжечок, лицевой нерв, тройничный нерв) — синдром мостомозжечкового угла и вызовет повышение внутричерепного давления, головную боль, тошноту и рвоту.
Внезапная потеря слуха может возникать при вирусной инфекции и дисциркуляторных расстройствах, таких как вертебробазилярная недостаточность.
Другими причинами поражения Кортиева органа и n.cochlearis являются менингит, аневризмы сосудов, перилимфатическая фистула, передозировка определённых лекарственных препаратов (стрептомицина, хинина, аспирина) и сверхмощный внезапный шум (взрыв).
Центральные пути в стволе мозга страдают при сосудистых заболеваниях вследствие недостаточности кровообращения, при воспалительных процессах и опухолях. В результате возникает гипоакузия. Только двустороннее прерывание слуховых путей ведёт к двухсторонней глухоте.

### Система равновесия

#### Поза Ромберга
Исследуют движение больного с раскрытыми и закрытыми глазами, ставя их в позу Ромберга. Неустойчивость в позе Ромберга усиливается во время вращения головы в стороны.

#### Тест Миттельнаера
Больного просят делать «шаг на месте». Постепенно больной поворачивается в сторону очага раздражения в вестибулярном анализаторе.

#### Наличиенистагма
Также большую помощь в исследовании системы равновесия является выявление нистагма при исследовании глазодвигательных нервов. Правильная интерпретация выявленного нистагма позволяет провести топическую диагностику поражения вестибулярной системы